# Ton Koopman
Pour les articles homonymes, voir Koopman.
Antonius Gerhardus Michael Koopman, dit Ton Koopman, né à Zwolle le 2 octobre 1944, est un organiste, claveciniste, chef de chœur et chef d'orchestre néerlandais.

## Biographie
Élève de Gustav Leonhardt, Ton Koopman, étudie la musicologie, l'orgue et le clavecin au conservatoire d’Amsterdam. Il remporte un prix d'excellence en clavecin et en orgue. Alors qu'il n'est encore qu'un étudiant, Koopman fait ses débuts de chef d'orchestre. Il est passionné de musique du XVIIe et XVIIIe siècles, et fonde sa démarche de direction sur l'interprétation sur instruments d'époque et sur une recherche musicologique visant à retrouver les pratiques d'interprétation originales des œuvres qu'il travaille. En 1969, il crée son premier ensemble baroque Musica Antiqua Amsterdam avec Marie Leonhardt comme premier violon, puis en 1979, l'Amsterdam Baroque Orchestra auquel se joindra en 1993 le Chœur baroque d'Amsterdam.
Mais Ton Koopman ne se limite pas à la direction de son ensemble. Il se produit aussi en tant que soliste sur les plus beaux instruments du monde et dirige en tant que chef invité différents orchestres, notamment l'Orchestre de chambre de Lausanne.
Ton Koopman s'occupe aussi d'enseignement. Il est professeur au Conservatoire royal de La Haye et membre de l’Académie royale de musique de Londres. Il est aussi depuis 2004, professeur à l'université de Leyde.
À la fois musicien et musicologue, il aide les éditeurs à reconstruire ou à réviser de vieilles partitions.
En 2002, il fonde son propre festival de musique baroque, le festival « Itinéraire baroque », en Périgord vert, sa région d’adoption, où se rencontrent jeunes talents et musiciens de renom.
Il est nommé en 2000 docteur honoris causa de l’université d'Utrecht. Il a reçu en 2004 le Silver Phonograph de l'industrie du disque néerlandaise, ce qui est rare, et en juin 2006, à l'issue du festival Bach de Leipzig, la médaille Bach.

## Décorations
- Chevalier de l'ordre du Lion néerlandais.
- Commandeur de l'ordre des Arts et des Lettres en août 2024[2].

## Principaux enregistrements
Ton Koopman a enregistré une intégrale des cantates religieuses de Johann Sebastian Bach. Ces enregistrements sont réalisés dans les conditions supposées de l'époque, avec l'effectif instrumental demandé par Bach dans l'Entwurff (chœur de douze chanteurs), sur des instruments anciens, ou des copies, et au diapason baroque (415 Hz au lieu de 440 Hz). Ces enregistrements sont parus chez le label Antoine Marchand, distribué par Harmonia Mundi.
En 1992, à la tête de l'Amsterdam Baroque Orchestra, il enregistre pour le label Erato les Motets à double Chœur H.403, H.404, H.135, H.136, H.137, H.392, H.410, H.167 de Marc-Antoine Charpentier.
Il a également collaboré assez souvent avec Jordi Savall en tant que continuiste, mais aussi en tant que soliste, aussi bien au clavecin qu'à l'orgue (Art de la fugue, Bach ; Offrande Musicale, Bach ; Missa Bruxelensis, Biber ; Concertos pour viole de gambe, Vivaldi ; pièces de violes des cinq Livres de Marin Marais).
En mars 2003, il crée son propre label « Antoine Marchand » (« koopman » signifie marchand en néerlandais) pour diffuser ses enregistrements.
Actuellement, Ton Koopman enregistre toutes les œuvres conservées de Dietrich Buxtehude. Les seize volumes du projet Buxtehude Opera Omnia sont déjà parus.